# Let LF-109
Die LF-109 Pionyr ist ein Segelflugzeug der Konstrukteure um Vladimír Štros des tschechischen Herstellers LET.
Es war als Schulungsdoppelsitzer geplant und hatte (als Prototyp XLF-109) im März 1950 seinen Erstflug. Das Flugzeug war eine einfache und robuste Konstruktion aus einem stoffbespannten Stahlrohrrumpf und einem Leit- und Tragwerk aus Holz mit guten Flugeigenschaften. Insgesamt wurden etwa 470 Stück gebaut, wobei auch in der Sowjetunion ab 1957 weitere modifizierte Exemplare (Ganzmetallbauweise und als KAI-12 „Primorjez“ bezeichnet) in Lizenz produziert wurden.
38 LF-109 wurden ab 1953 in die DDR exportiert und dort bis 1965 von der GST für die Anfängerschulung verwendet.

## Technische Daten
| Kenngröße              | LF-109 Pionyr                                       | KAI-12 Primorjez                                    |
| ---------------------- | --------------------------------------------------- | --------------------------------------------------- |
| Besatzung              | 1–2                                                 | 1–2                                                 |
| Länge                  | 7,77 m                                              | 7,77 m                                              |
| Spannweite             | 13,47 m                                             | 13,42 m                                             |
| Höhe                   | 1,64 m                                              | 2,36 m                                              |
| Flügelfläche           | 20,20 m²                                            | 20,20 m²                                            |
| Flügelstreckung        | 9,03                                                | 8,9                                                 |
| Flügelprofil           | NACA 43012                                          | NACA 43012                                          |
| Flächenbelastung       | 21,78 kg/m²                                         | 21,4 kg/m²                                          |
| Gleitzahl              | 18,5 bei 80 km/h                                    | 17,5 bei 72 km/h                                    |
| Geringstes Sinken      | 1,06 m/s bei 62 km/h                                | 1,29 m/s                                            |
| Rüstmasse              | 235 kg                                              | 253 kg                                              |
| Startmasse             | max. 440 kg                                         | 433 kg                                              |
| Höchstgeschwindigkeit  | 120 km/h (Flugzeugschlepp) 100 km/h (Windenschlepp) | 140 km/h (Flugzeugschlepp) 100 km/h (Windenschlepp) |
| Sturzgeschwindigkeit   | 220 km/h                                            | k. A.                                               |
| Mindestgeschwindigkeit | 52 km/h                                             | k. A.                                               |